# Арфа
А́рфа — щипковый музыкальный инструмент, состоит из двух расположенных под углом рам, между которыми натянуто множество струн. Один из древнейших инструментов, символ Ирландии. В XVIII столетии была изобретена педальная арфа, ставшая стандартом в классической музыке.

## История
Арфа относится к древнейшим музыкальным инструментам. Ещё в изобразительном искусстве кикладской цивилизации был распространён сюжет сидячего арфиста. Такие мраморные статуэтки датируются 2800—2300 годами до н. э. Наиболее ранние древнеегипетские изображения арфы датируются примерно 2400 годом до н. э.
Типологически различаются дуговая, угловая и рамная арфы. Для Европы наиболее характерна рамная арфа. Древнейшее в Европе письменное упоминание арфы (лат. harpa) традиционно возводят к Венанцию Фортунату (VI в. н. э.):

Римлянин воздаст тебе хвалы на лире, варвар — на арфе, грек воспоёт тебя на Ахилловом инструменте, британец (или бретонец) — на ротте.
Оригинальный текст (лат.)Romanusque lyra plaudat tibi, barbarus harpa,

Graecus achilliaca, chrotta Britanna canat.

К. Закс и другие исследователи полагают, что под «ахилловым инструментом» подразумевается ранняя (упомянутая ещё Гомером) разновидность лиры — хелиса.

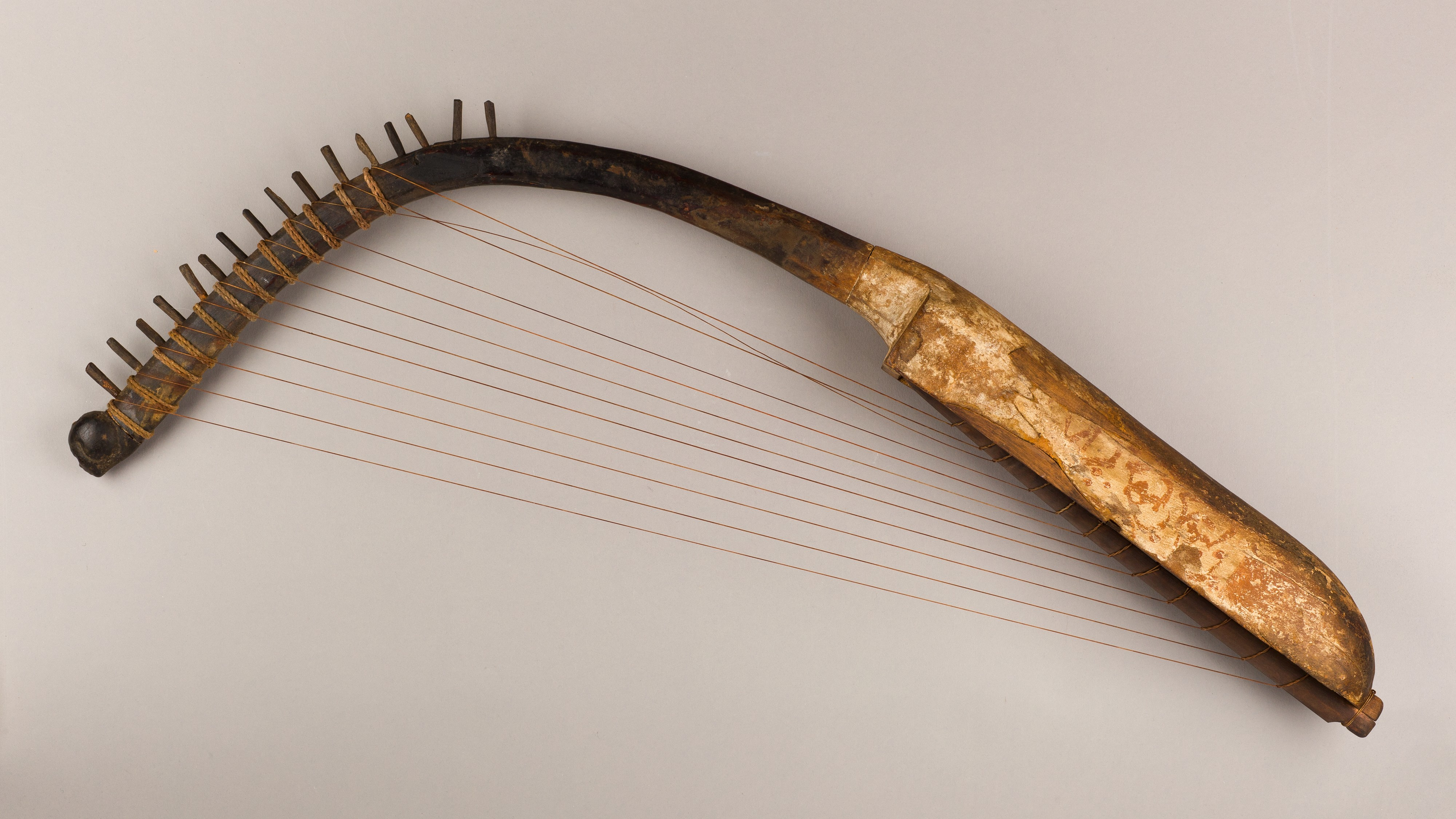
Древнеегипетская арфа, XIV век до н. э.
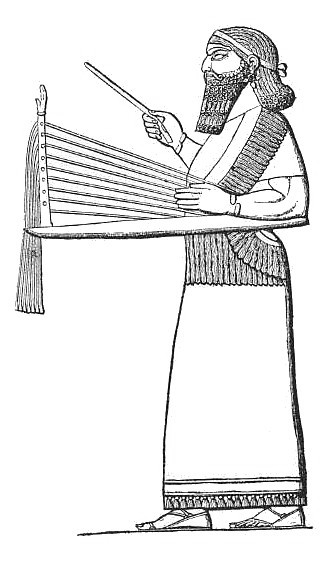
Ассирийская арфа
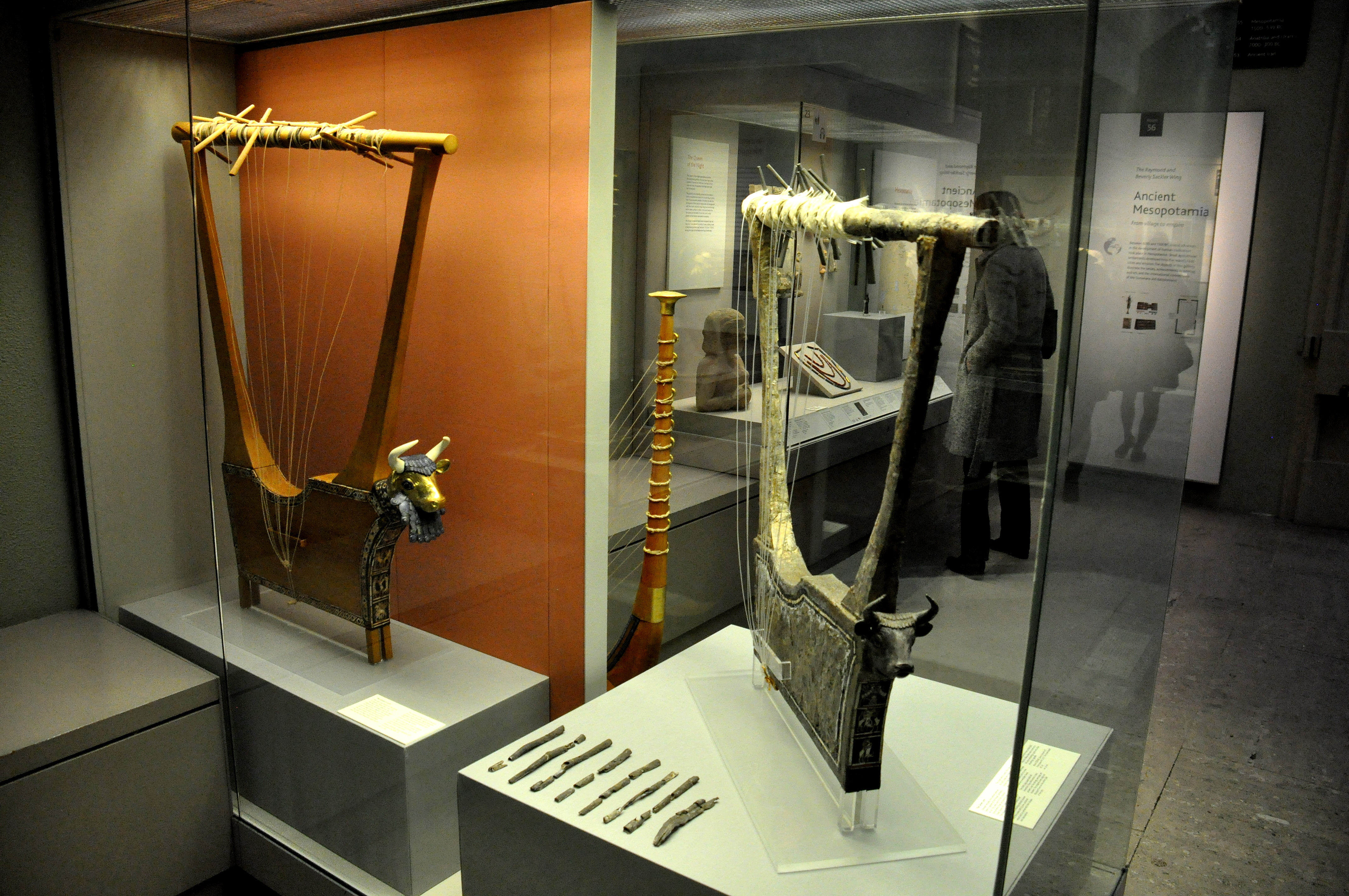
Арфы из гробницы в Уре, Месопотамия (Ирак). Ныне выставлены в Британском музее
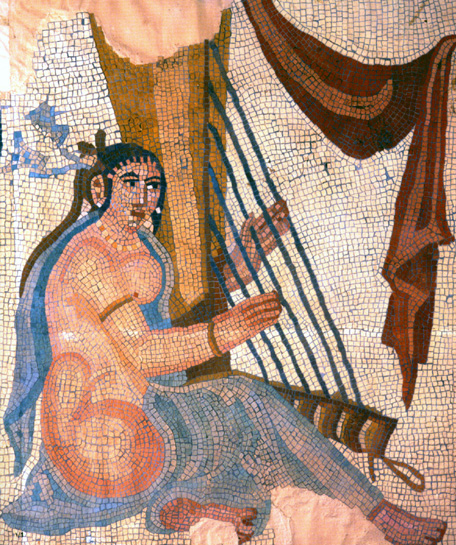
Арфа в мозаике, империя Сасанидов, III век н. э.

Так как арфа уже и в прежнее время имела значительный звуковой диапазон (пять октав), а места для струн полной хроматической гаммы недостаточно, то на арфе натянуты струны только для извлечения звуков диатонической гаммы. На арфе без педалей можно сыграть только две гаммы — до мажор и ля минор (только натуральный звукоряд). Для хроматических повышений в прежние времена струны должны были быть укорачиваемы прижиманием пальцев у грифа; позже это прижимание стали производить с помощью крючков, приводимых в движение рукой. Такие арфы оказывались крайне неудобными для исполнителей; недостатки эти были в значительной степени устранены механизмом в педалях, изобретённым Якобом Хохбрукером в 1720 году. Этот мастер приделал к арфе семь педалей, действовавших как проводники, которые через пустое пространство бруса проходили к грифу и там приводили крючки в такое положение, что они, крепко прилегая к струнам, производили во всём объёме инструмента хроматические повышения.
В России на всем протяжении XVIII в. был в ходу инструмент совсем другого вида – «Давидова» арфа (Davids-harfe), двухрядная хроматическая арфа. Общее число струн в ней в 1730-х гг. составляло 53 (34 струны натурального строя G1-e3 и 19 полутонов, Es-b2), а к 1795 г. количество струн натурального строя составило 35, G1-f3 . К деке «Давидовой арфы» иногда прикреплялись деревянные штифты в виде башмака или ступни (arpion), касаясь которых струны издавали гнусавый резонирующий звук и часто использовались как генерал-бас. Крючковая и «Давидова» арфы оставались популярными в Северной Европе ещё долгое время после изобретения педальной арфы. Известно, что до 1774 г. обучение в Смольном велось не на педальных, а на популярных в Петербурге «Давидовых арфах», возможно сделанных придворным мастером Л. Экгольмом. Более того, даже в описании публичных выступлений, происходивших в Воспитательном обществе, инструменты «называются ˂…˃ "давидовы гусли"».
В 1810 году Себастьян Эрар усовершенствовал механизм Хохбрукера и запатентовал в Париже арфу с двойной педалью, которая и используется в настоящее время. 
Изготовлением арф на территории Российской империи ещё со второй половины XVIII в. занимались несколько мастеров-лютье. Педальные арфы делал и продавал в прибалтийских губерниях и в Петербурге сын изобретателя педальной арфы И.К. Хохбруккер (J.Chr. Hochbrücker, 1715 – после 1765). В Петербурге арфы делал мастер Л. Экгольм (?–1780), открывший мастерскую не позднее 1749 г. и после выхода на пенсию скрипичного мастера, выдающегося изобретателя и музыканта-виртуоза И. Вильде занявший его место музыкально-инструментального мастера Придворного театра. Экгольм производил почти все виды музыкальных инструментов и считал, что, имея одобрение знатоков, его изделия не уступают по качеству европейским, поэтому намного выгоднее покупать инструменты у него, чем привозить их из-за границы. Между тем, доказательств того, что Экгольм, делавший «Давидовы», «стоячие» и «лежачие» арфы, выпускал и педальные, пока нет.
Существует разновидность арфы, предназначенная для игры вдвоём (в четыре руки).
Первое серийное производство арф в СССР было запущено в 1948 году в Ленинграде на Фабрике музыкальных инструментов имени А. В. Луначарского.

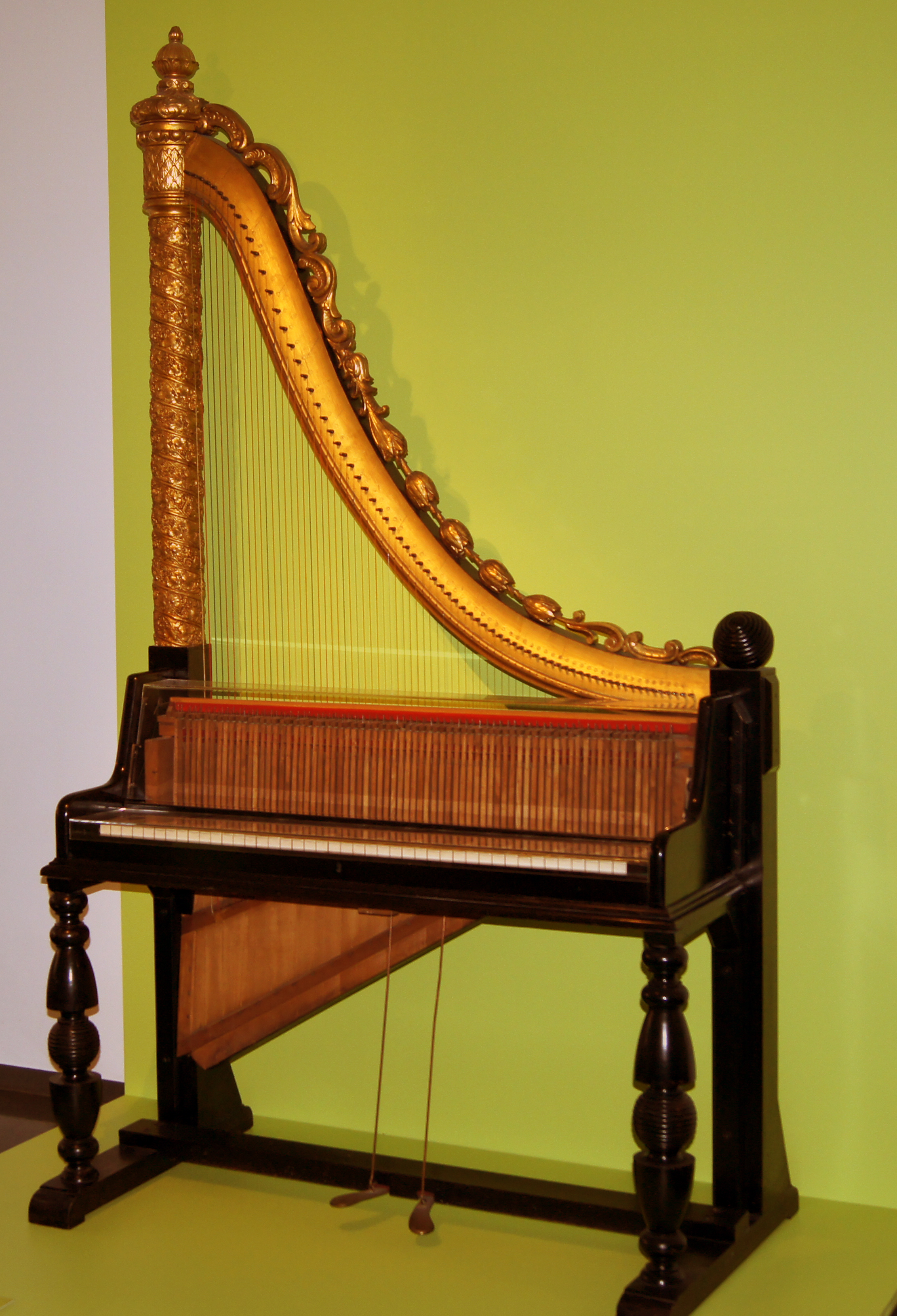
Клавицитериум, клавишная арфа
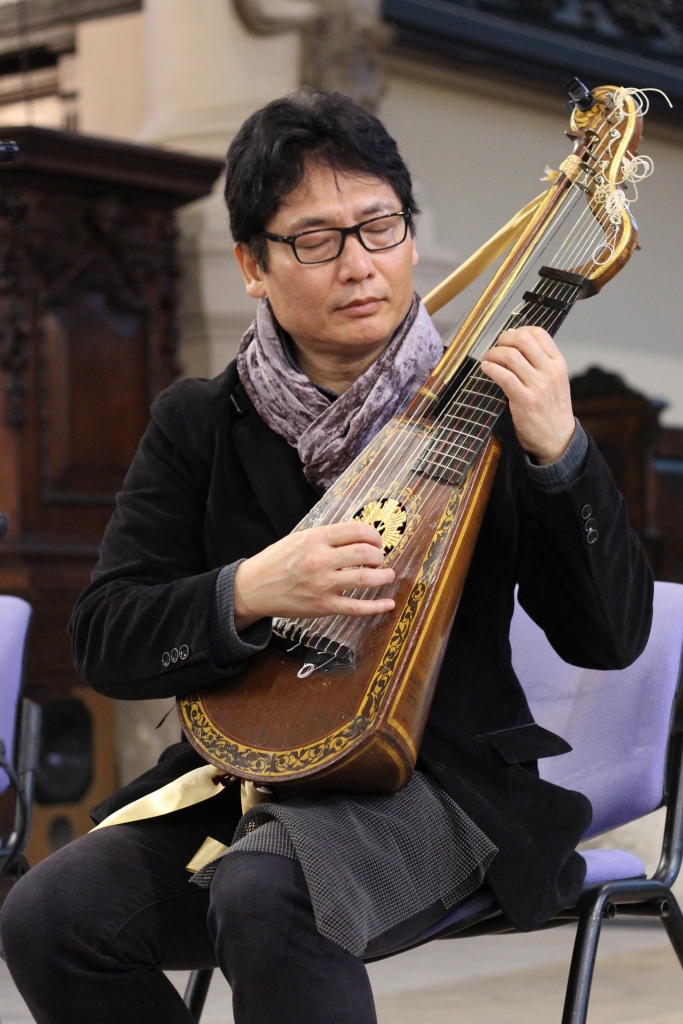
Арфовая гитара[англ.]
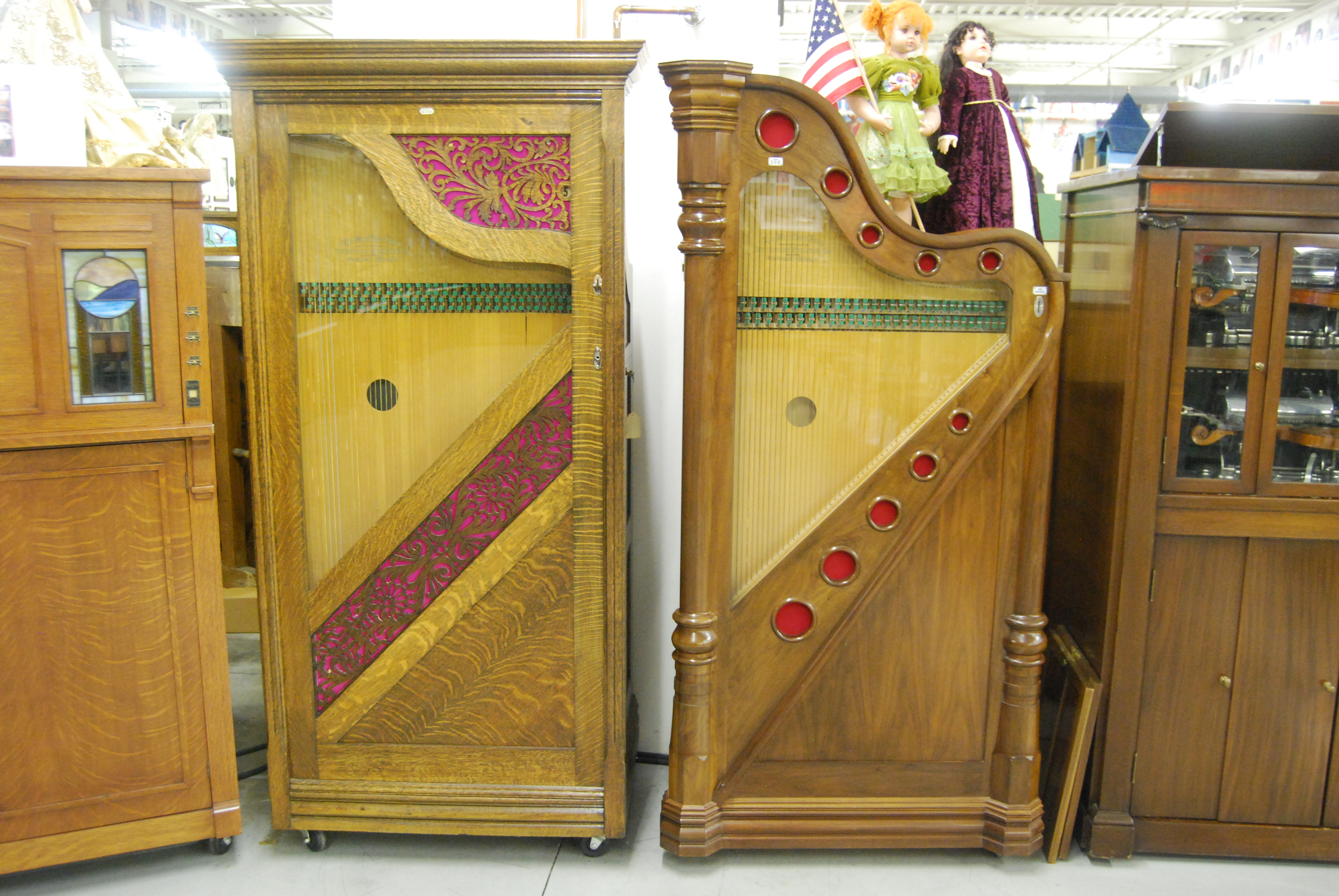
Механические арфы, изобретение конца XIX века

## Конструкция
Арфа имеет форму треугольника, составными частями которого являются:
- Резонаторный корпус-ящик приблизительно 1 метр длиной, расширяющийся книзу; прежняя его форма была четырёхугольная, нынешняя — закруглённая с одной стороны; он снабжён плоской декой (нижняя полукруглая часть изготовляется из клёна (на недорогих моделях — из фанеры твёрдых лиственных пород), а верхняя плоская — из ели, причём в середине её по длине корпуса прикрепляется узкая и тонкая рейка из твёрдого дерева с пробитыми отверстиями для пронизывания струн).
- Колонна (соединяет незакреплённые концы резонаторного корпуса и рамы; может отсутствовать).
- Колковая рама, на которой закрепляются струны.
- Основание — опора арфы.
- Струны, все ноты До имеют красный цвет, Фа — синий или чёрный.

Педальная арфа также имеет главный и педальный механизмы. Обычно имеет 46 струн: 35 синтетических и 11 металлических. Они крепятся к деке снизу арфы и к колкам вверху.

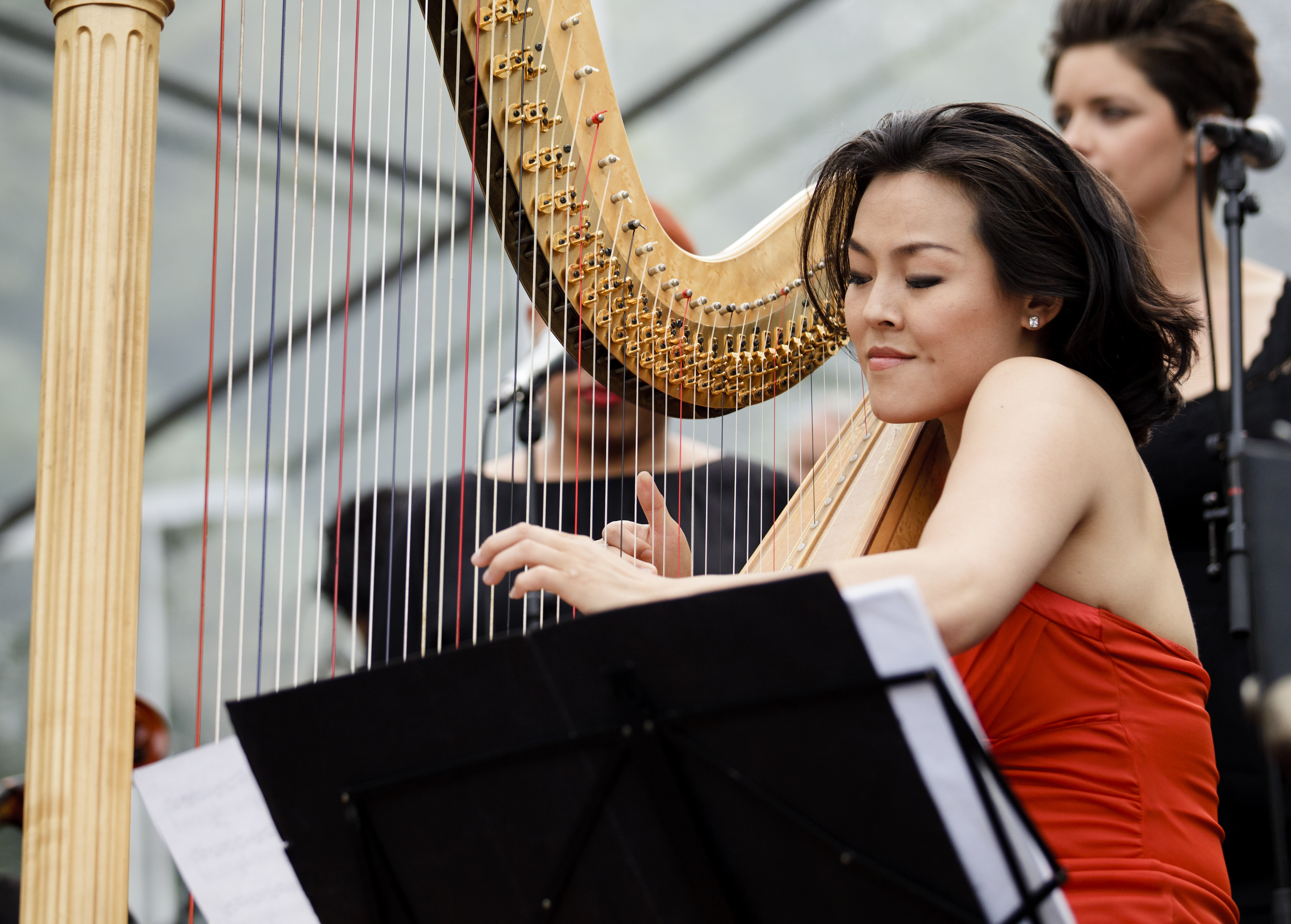
Арфистка с классической арфой
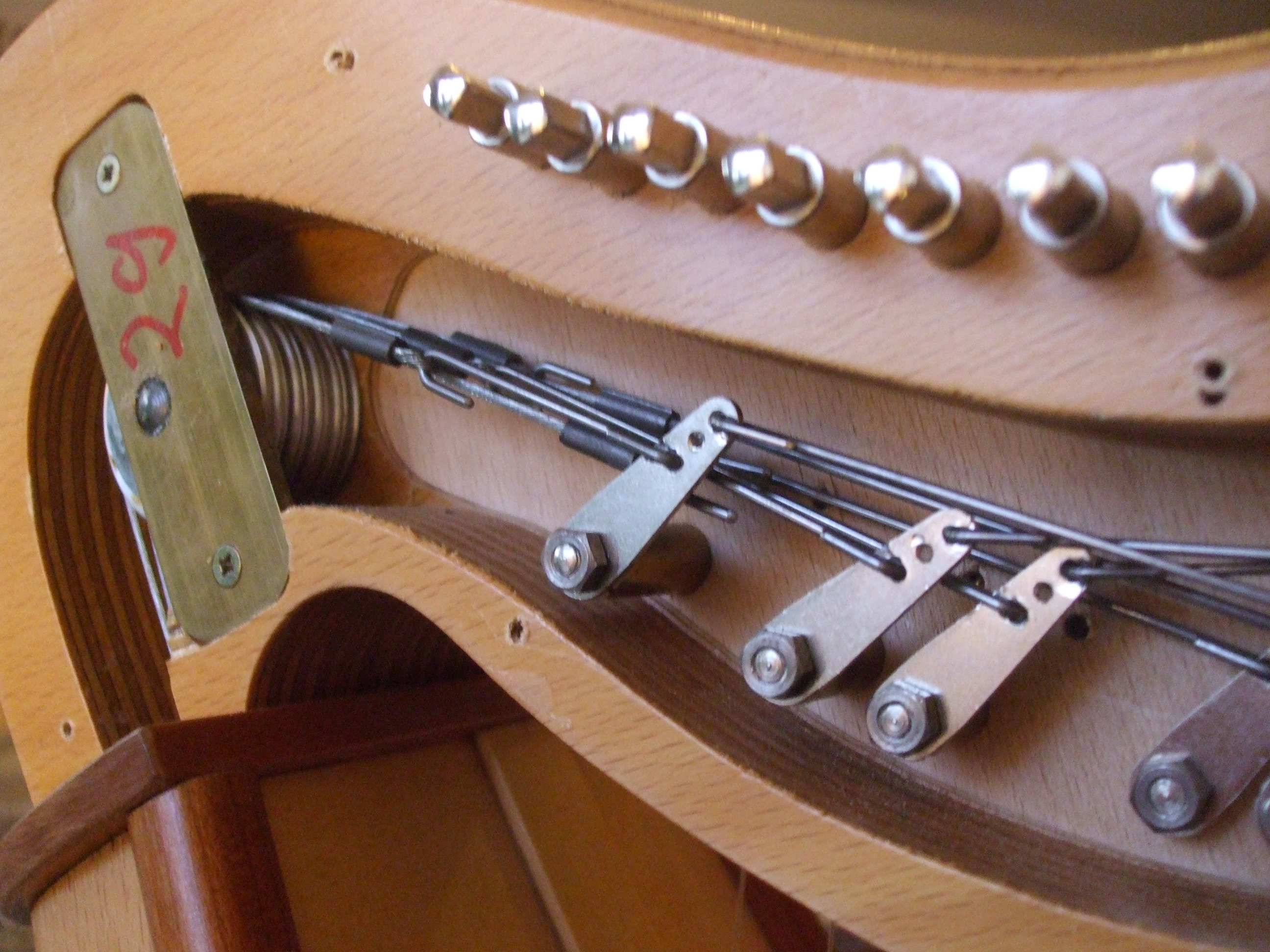
Педальный механизм
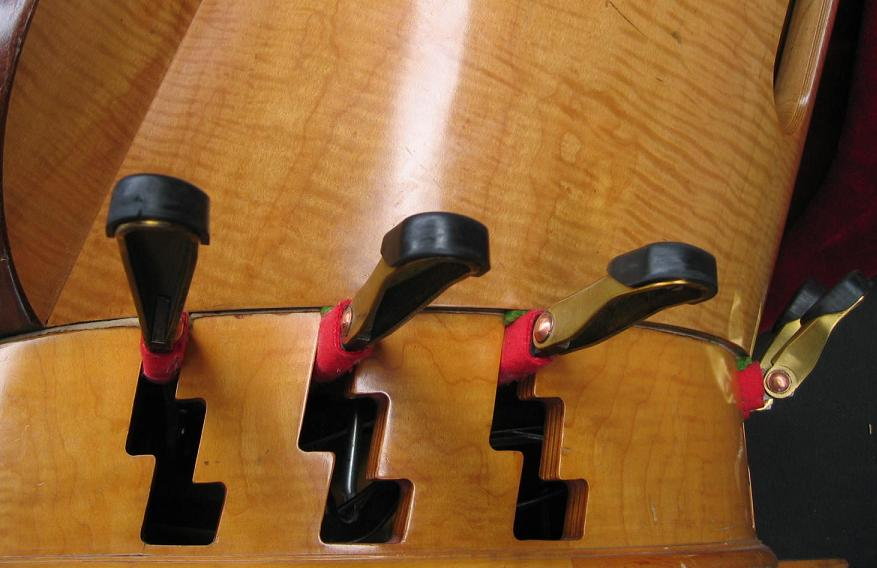
Педали на арфе

## Разновидности
- Андская (индейская, перуанская) арфа — крупный инструмент с большим объёмом резонаторной деки, что придаёт особую сочность звучанию басового регистра. Имеет распространение среди индейских народов Анд: кечуа, аймара (Перу, Боливия, Эквадор). Одним из наиболее известных исполнителей на андской арфе был Хуан Кайамбе (Эквадор, кантон Пимампиро, провинция Имбабура[8]).
- Ардин — мавританская угловая арфа.
- Арпа льянера — арфа региона Льянос (Колумбия и Венесуэла).
- Валлийская арфа — арфа с тремя рядами струн.
- Ирландская арфа, также кельтская арфа — наколенная арфа, небольшой по размеру инструмент (исследованиями в этой области занимается Эндрю Лоуренс-Кинг).
- Леверсная арфа — не имеет педалей, строй меняется при повороте рычажков на колковой раме. Количество струн — 20—38.
- Парагвайская арфа — развилась из европейской под влиянием культуры гуарани.
- Педальная арфа — инструмент, строй которого меняется при нажатии педалей. Популярна в западной классической музыке.
- Саунг — бирманская и монская дуговая арфа.
- Электроарфа — разновидность педальной арфы, оборудованная электронными звукоснимателями. Используется в ряде направлений рок- и поп-музыки, иногда в джазе.

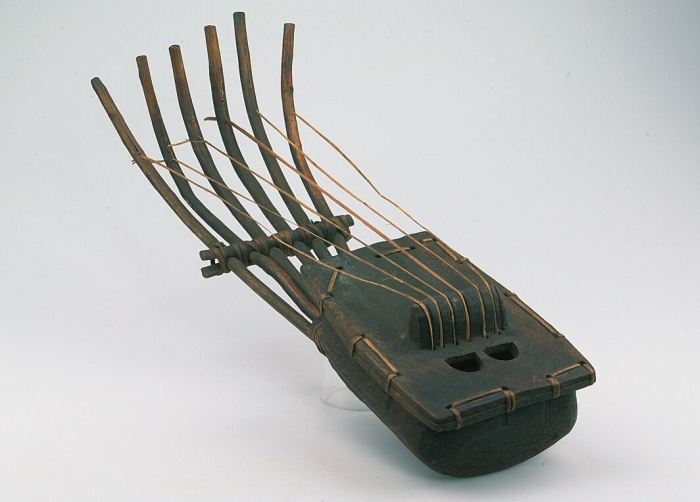
Африканский плюриарк[нем.]
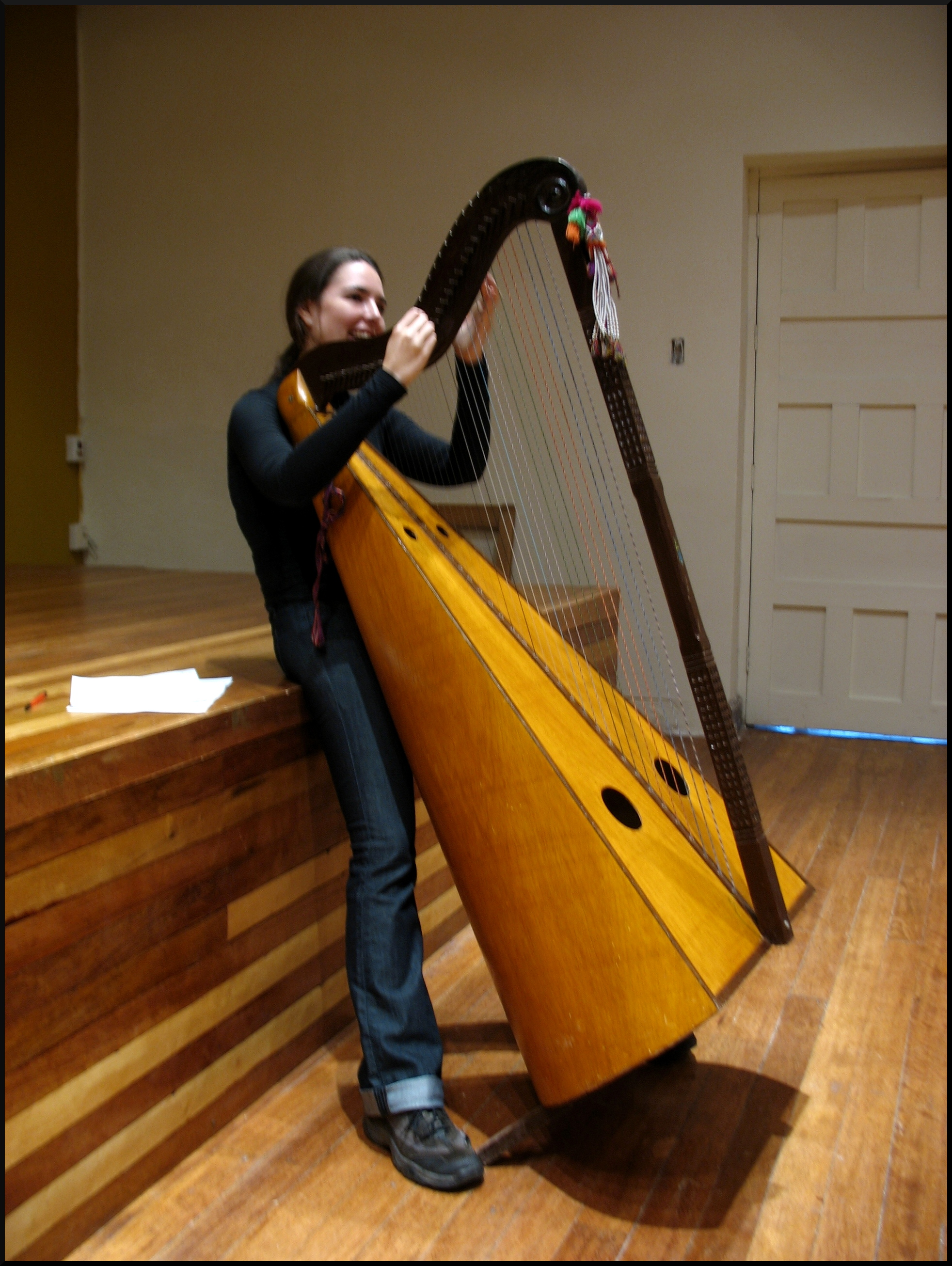
Андская арфа
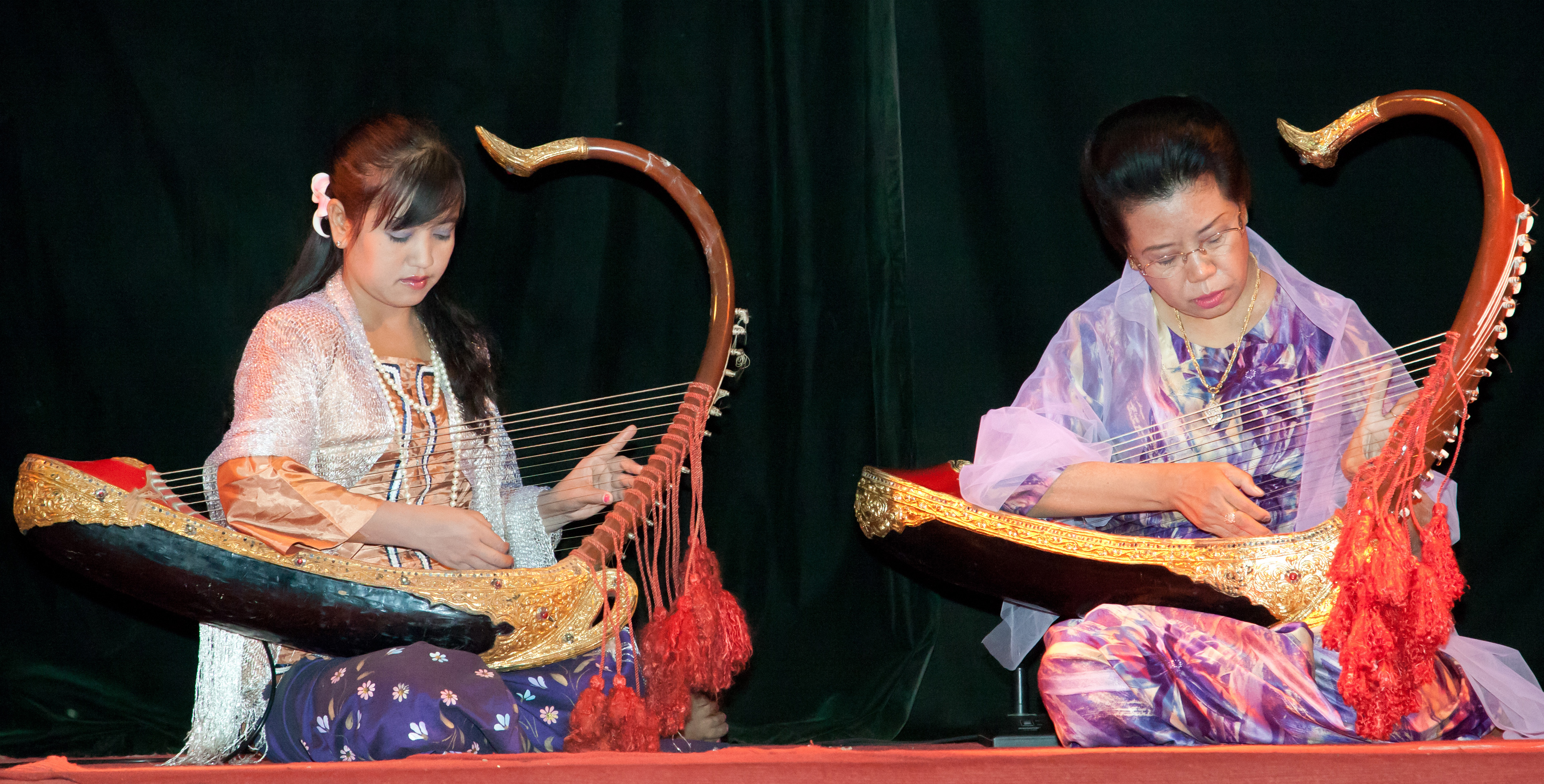
Бирманская арфа саунг

## Государственный символ Ирландии

Герб Ирландии

Арфа была политическим символом Ирландии на протяжении многих веков. Она впервые была использована для символического изображения Ирландии в Королевском Флаге Короля Шотландии Якова VI (он же Король Англии Яков I), и с тех пор фигурировала во всех Королевских Флагах Англии, Британии и Соединённого Королевства, хотя стиль изображения со временем менялся.
С 1922 года Ирландское Свободное государство продолжало использовать арфу как государственный символ, запечатлённый на Большой государственной печати Ирландии, на гербе, Президентском флаге и Президентской печати, а также в ряде других государственных символов и документов. Арфа также изображается на ирландских монетах, начиная со средневековых, и до современных ирландских монет евро.